# Симен, Дэвид
Дэ́вид Э́ндрю Си́мен (англ. David Andrew Seaman; род. 19 сентября 1963, Ротерем, Саут-Йоркшир) — английский футболист, выступавший на позиции вратаря. Большую часть карьеры провёл в лондонском «Арсенале». На протяжении 14 лет являлся основным вратарём сборной Англии, принимал участие в двух чемпионатах Европы (1996, 2000) и двух чемпионатах мира (1998, 2002).
Знаменит не только своей игрой в створе ворот, но и внешним обликом — причёской («хвостик», который в ноябре 2005 года он отстриг в прямом эфире телепередачи для благотворительного аукциона) и усами, а также чудачествами, в результате которых голкипер пропускал нелепые голы. Всего Симен выходил на поле более чем в 1000 матчах.

## Карьера
Дэвид Симен родился в 1963 году в городе Ротерем, что менее чем в 50 км от Лидса. С детства болел за «Лидс». В 1981 году попал в состав «Лидса», выступал за юношескую команду. Шансы пробиться в основной состав были ничтожны. В августе 1982 года Симен был продан в клуб четвёртого дивизиона «Петерборо Юнайтед» за 4 тысячи фунтов стерлингов, где он стал основным вратарём команды. В октябре 1984 года Симена купил «Бирмингем Сити» за гораздо более солидную сумму — 100 тысяч фунтов. В бирмингемском клубе Симен отыграл два сезона, в течение которых команда смогла подняться в высший по силе дивизион Англии и вылететь обратно на следующий год.
В августе 1986 года лондонский клуб из высшего дивизиона «Куинз Парк Рейнджерс» заплатил за вратаря 225 тысяч фунтов. Симен отыграл за «рейнджеров» 4 сезона, самым удачным из которых явился сезон 1987/88, когда команда финишировала пятой, но в еврокубках Симену было не суждено сыграть из-за пятилетней дисквалификации английских клубов в связи с трагедией 1985 года на «Эйзеле».
В мае 1990 года Симен был приобретён лондонским «Арсеналом» за 1,3 миллиона фунтов взамен Джона Лукича. Эта сделка стала рекордной суммой для английского футбола, заплаченной за вратаря. В составе канониров Симен сыграл более пятисот матчей в различных турнирах, стал обладателем Кубка обладателей кубков, трижды становился чемпионом Англии, четырежды завоёвывал Кубок Англии, один раз Кубок английской лиги.
Во время игры Симен имел привычку выходить к границам штрафной площади, в результате чего нередко получал голы издалека «за шиворот». Так случилось и в финале Кубка обладателей кубков 1994/95 в матче против испанской «Сарагосы», когда дальним ударом метров с 40 на последней минуте дополнительного времени марокканский игрок «Сарагосы» Найим лишил «Арсенал» возможности второй год подряд выиграть трофей (в итоге подобное не удалось никому в истории кубка). 
В сезоне 1998/99 Симен провёл в чемпионате за «Арсенал» 38 матчей из 44, пропустив всего 17 мячей, что и по сей день является непревзойдённым клубным рекордом. Впрочем, несмотря на столь надёжную игру вратаря, чемпионом лондонцы в тот год не стали.
Завершив свои выступления в «Арсенале» на мажорной ноте (в 2003 году лондонцы выиграли Кубок Англии), в июне 2003 года Симен на правах свободного агента перешёл в «Манчестер Сити». Однако по причине травмы в январе 2004 года 40-летний Симен принял решение завершить карьеру.

### Сборная
В составе сборной Симен впервые вышел на поле на замену Питеру Шилтону 16 ноября 1988 года в товарищеском матче со сборной Саудовской Аравии. Был включён Бобби Робсоном в заявку на чемпионат мира 1990 года в качестве третьего вратаря, но, уже находясь в Италии, повредил плечо и был вынужден покинуть расположение команды. На европейское первенство 1992 года Грэм Тейлор предпочёл других вратарей, а на чемпионат мира в США в 1994 году английская сборная не пробилась. Таким образом, на первый крупный турнир Симен попал уже в довольно солидном возрасте. В 1996 году на домашнем чемпионате Европы Симен отыграл блестяще и был назван в числе лучших игроков соревнований.
Симен был участником ещё одного европейского чемпионата (2000, перед третьим матчем в группе получив травму) и двух чемпионатов мира (1998, 2002). Однако в четвертьфинальном матче чемпионата мира 2002 года против бразильской сборной он пропустил роковой гол, который привёл к выбыванию Англии из борьбы — автором гола издали со штрафного стал Роналдинью, направивший мяч за шиворот Симену.
Свой последний матч за сборную он провёл в октябре 2002 года в отборочном матче к ЧЕ-2004 против сборной Македонии. В том матче Симен пропустил досадный мяч непосредственно с углового, а матч закончился со счётом 2:2. Симен подвергся жёсткой критике, и больше в составе сборной на поле не выходил.

## Личная жизнь
Был трижды женат. Отец четверых детей.

## Достижения

### Командные
Арсенал
- Чемпион Англии (3): 1990/91, 1997/98, 2001/02
- Обладатель Кубка Англии (4) 1992/93, 1997/98, 2001/02, 2002/03
- Обладатель Кубка Футбольной лиги: 1992/93
- Обладатель Суперкубка Англии (3): 1991, 1998, 1999
- Финалист Кубка УЕФА: 2000
- Обладатель Кубка обладателей кубков УЕФА: 1994

### Личные
- Игрок месяца английской Премьер-лиги: апрель 1995
- Входит в состав символической сборной чемпионата Европы 1996
- Включён в состав команды года по версии ПФА: 1996/97
- Введён в Зал славы английского футбола: 2016